# Waldoboro (condado de Lincoln)
Waldoboro es un lugar designado por el censo ubicado en el condado de Lincoln en el estado estadounidense de Maine. En el Censo de 2010 tenía una población de 1.233 habitantes y una densidad poblacional de 97,61 personas por km².

## Geografía
Waldoboro se encuentra ubicado en las coordenadas 44°4′38″N 69°21′45″O / 44.07722, -69.36250. Según la Oficina del Censo de los Estados Unidos, Waldoboro tiene una superficie total de 12.63 km², de la cual 12.63 km² corresponden a tierra firme y (0%) 0 km² es agua.

## Demografía
Según el censo de 2010, había 1.233 personas residiendo en Waldoboro. La densidad de población era de 97,61 hab./km². De los 1.233 habitantes, Waldoboro estaba compuesto por el 96.51% blancos, el 0.08% eran afroamericanos, el 0.41% eran amerindios, el 0.57% eran asiáticos, el 0% eran isleños del Pacífico, el 0.08% eran de otras razas y el 2.35% pertenecían a dos o más razas. Del total de la población el 1.87% eran hispanos o latinos de cualquier raza.